# 北海道道828号シラトリマップ滝ノ上原野線
北海道道828号シラトリマップ滝ノ上原野線（ほっかいどうどう828ごう シラトリマップたきのうえげんやせん）は、北海道紋別郡滝上町内を結ぶ一般道道（北海道道）である。

## 概要

### 路線データ
- 起点：北海道紋別郡滝上町シラトリマップ
- 終点：北海道紋別郡滝上町旭町（北海道道61号士別滝の上線交点）
- 路線延長：7.4 km

## 歴史
- 1974年（昭和49年）3月31日 路線認定[1]。

## 路線状況

### 冬期通行止区間
- 起点 - 1.1 km（12月下旬 - 4月下旬）

## 地理

### 通過する自治体
- オホーツク総合振興局
  - 紋別郡滝上町

### 交差する道路
滝上町
- 国道273号 - 滝美町
- 北海道道61号士別滝の上線 - 旭町（終点）

### 沿線にある施設など
滝上町
- 滝上町営牧場
- 滝上町立滝上小学校 - 滝美町
- 滝上郵便局 - 旭町
- 紋別地区消防組合消防署滝上支署 - 旭町
- 滝上町役場 - 旭町